# مقاطعة لينكن (جورجيا)
مقاطعة لينكن (بالإنجليزية: Lincoln County)‏ هي إحدى المقاطعات في ولاية جورجيا في الولايات المتحدة الأمريكية.

## أعلام
- توم ناش